# Vida silvestre de Baréin
La vida silvestre de Bahréin comprende la flora y fauna del archipiélago de Bahréin, y es más variada de lo que cabría esperar de este pequeño grupo de islas del Golfo Pérsico. Aparte de una franja del norte y el oeste de la isla principal, donde se cultivan con regadío productos como la patata, la tierra es árida. Con un verano seco y muy caluroso, un invierno suave y aguas subterráneas salobres, las plantas necesitan adaptaciones para sobrevivir. No obstante, se han registrado aquí 196 especies de plantas superiores, así como unas diecisiete especies de mamíferos terrestres, muchas aves y reptiles, y muchas aves migratorias visitan las islas en otoño y primavera.

## Geografía

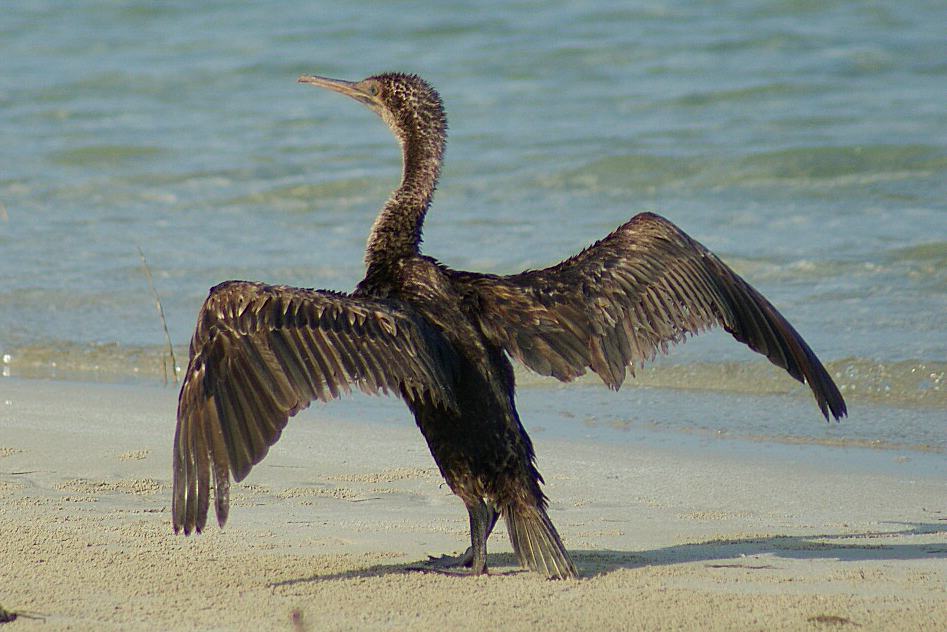
El cormorán de Socotra cría en las Islas Hawar.

Bahréin es un grupo de islas situadas en la parte occidental del Golfo Pérsico, aproximadamente a medio camino entre Arabia Saudí, 24 kilómetros (14,9 mi) al oeste y Qatar, 28 kilómetros (17,4 mi) al este. La isla de Bahréin es la más grande y mide 55 kilómetros (34,2 mi) de largo por 18 kilómetros (11,2 mi) de ancho. Está formada por una llanura baja con una colina central, la Montaña de Humo, cuyo punto más alto se encuentra a 134 m (440 pies) sobre el nivel del mar. Hay otras cinco islas pequeñas y muchos islotes. Al norte está el golfo Pérsico, y al sur y al oeste, el golfo de Bahréin, que tiene dos conexiones con el golfo Pérsico, una a cada lado de Bahréin. También forman parte de Bahréin las islas Hawar, que se encuentran cerca de la costa de Qatar y están a unos 16 kilómetros (10 mi) al sureste de las islas principales.  En 1997 fueron designadas Sitio Ramsar, un hábitat de humedal de importancia internacional para la vida salvaje.
El clima es muy caluroso en verano y bastante más fresco en invierno, con una temperatura media de 38 grados Celsius (100,4 °F) en agosto y de 20 grados Celsius (68,0 °F) en enero. Las precipitaciones alcanzan una media de 71 milímetros (2,8 plg) y caen en pequeñas cantidades en invierno.
El terreno es predominantemente árido y la agricultura sólo es posible en el ocho por ciento de la superficie. El agua se extrae del Acuífero de Dammam, pero cada vez es más salobre y se recurre más a la plantas desalinizadoras para obtener agua dulce.

## Problemas medioambientales
Entre los problemas medioambientales de Bahréin se encuentran las sequías, las tormentas de polvo, la degradación de las tierras cultivables, la desertificación del litoral y la subida del nivel del mar asociada al calentamiento global.

## Flora y fauna
Se han registrado 195 especies de plantas superiores en las islas. Hay 17 especies de mamíferos terrestres, 14 especies de reptiles, una sola especie de anfibios y 54 especies de peces. Muchas aves migratorias visitan las islas y se han registrado 14 especies de aves reproductoras, de las cuales 6 especies están clasificadas como "amenazadas". La única área protegida del país es el Parque de Fauna Salvaje Al Areen de Sakhir, una reserva natural y zoológico. Se creó en 1976 y tiene una superficie total de 7 kilómetros cuadrados (2,7 mi²).

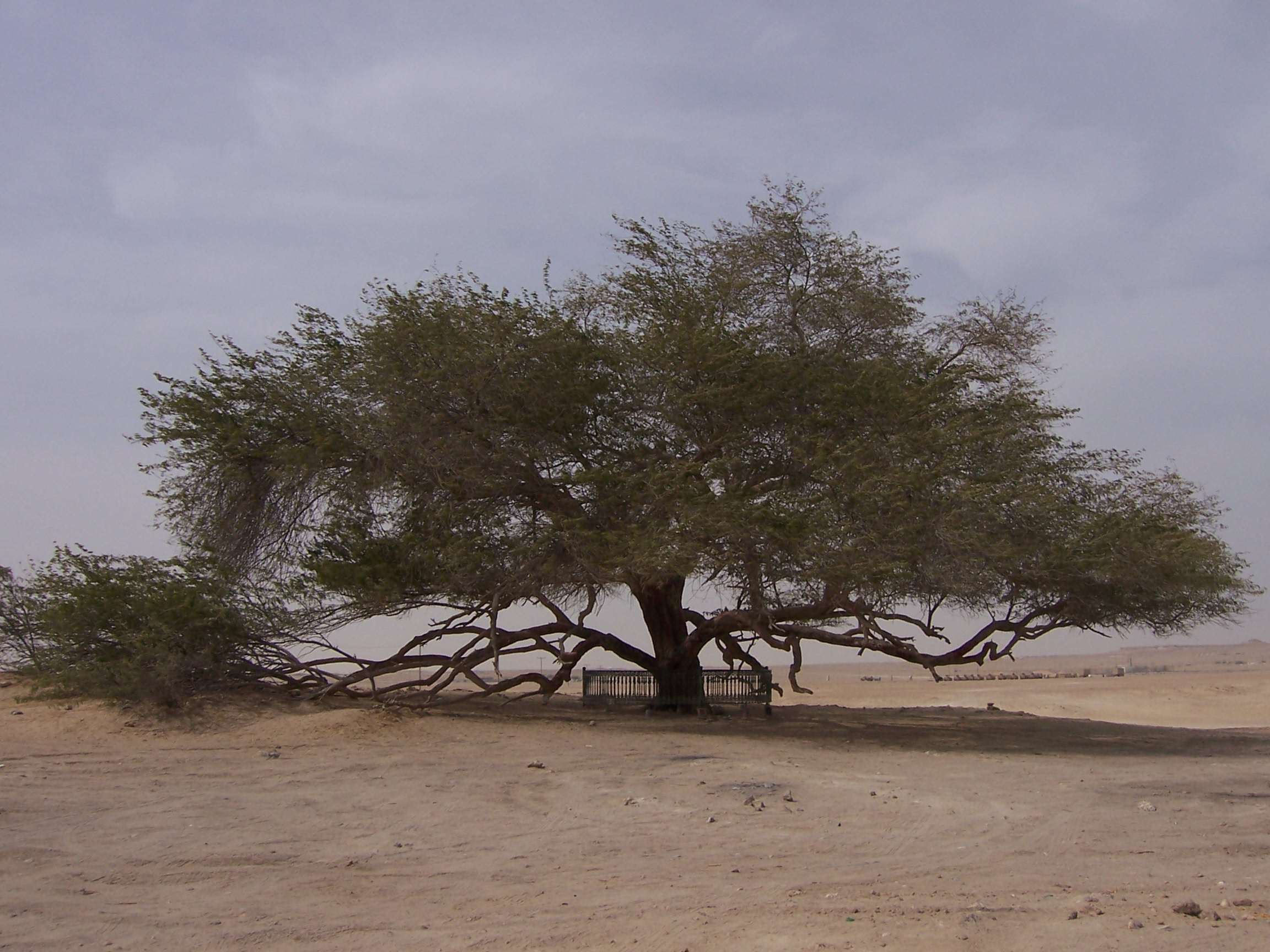
El Árbol de la Vida.

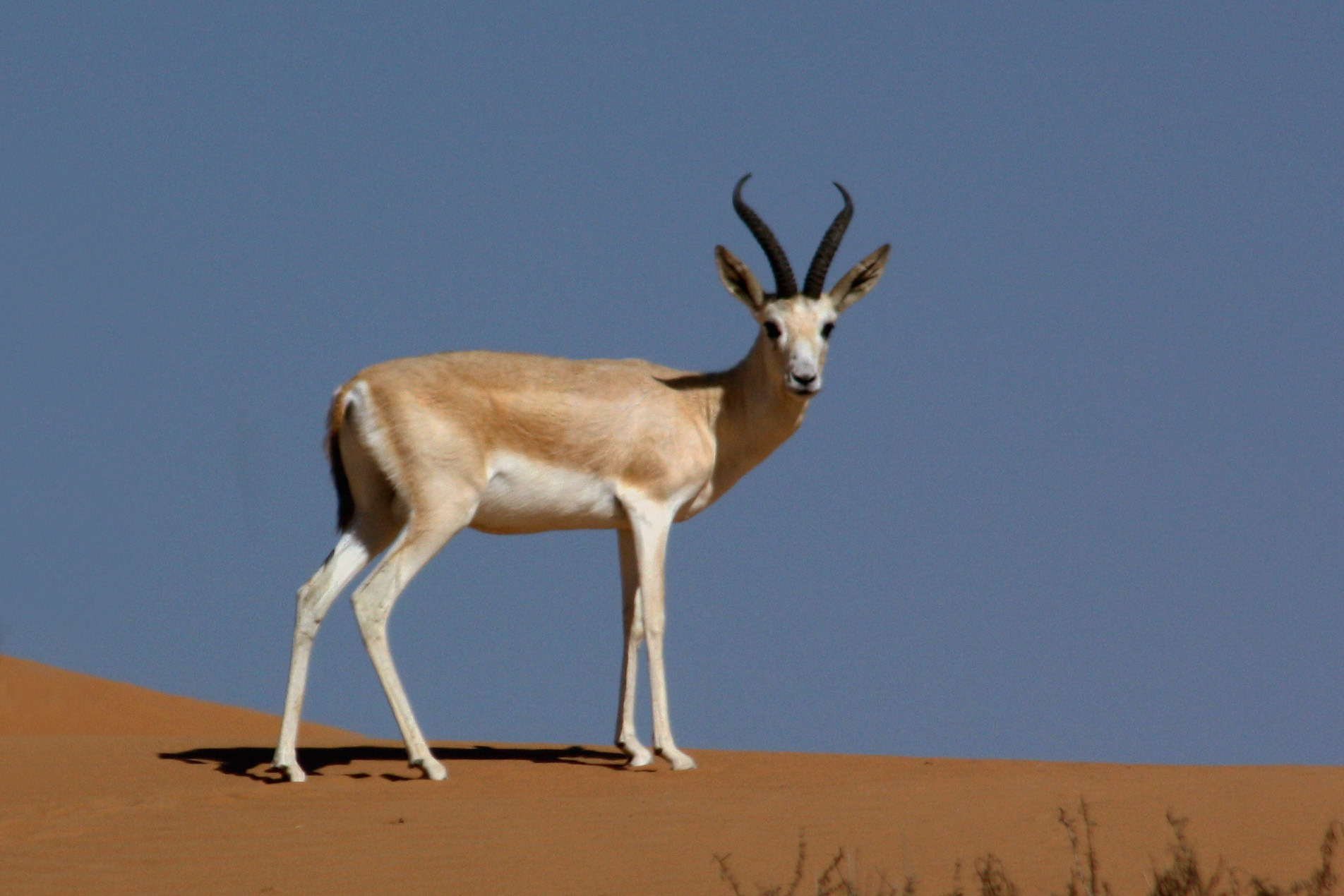
La gacela persa el mayor mamífero terrestre de Bahréin.

En el norte y el oeste de la isla principal se cultivan palmeras datileras, cítricos y alfalfa. En esta región irrigada crecen muchas especies de plantas que no están presentes en las condiciones áridas que prevalecen en otros lugares, donde la vegetación es más escasa.El  Árbol de la Vida es un árbol solitario de Prosopis cineraria de unos 400 años de edad que crece en el emplazamiento de un antiguo fuerte, rodeado de desierto. 
Los suelos de la costa albergan plantas tolerantes a la sal, muchas de las cuales pueden segregar sal por las glándulas de su superficie. Una de las más comunes es el arbusto enano Zygophyllum qatarense',que tiene muchas adaptaciones para adaptarse al duro entorno. Más hacia el interior, las plantas perennes se adaptan a las condiciones áridas siendo enanas o postradas, siendo caducifolias, teniendo sistemas radiculares profundos, reduciendo la superficie de sus hojas y teniendo espinas y pelos. Las plantas anuales aparecen cuando llueve y atraviesan un ciclo vital acelerado para florecer y sembrar en pocas semanas.
El mayor mamífero terrestre de Bahréin es la gacela persa, de la que más de doscientos ejemplares residen en la isla privada de Umm an Nasan, y otras están presentes en la isla de Bahréin y en las islas Hawar. Otros mamíferos son la liebre de El Cabo, el erizo del desierto, el erizo orejudo y la mangosta gris de la India. El jerbo de Egipto es un residente nocturno del desierto, y entre los murciélagos que viven en Bahréin se encuentran el murciélago tridente, el murciélago de tumba de rabadilla desnuda, el murciélago de Kuhl y el murciélago de Rüppell, aunque este último no se ha registrado en Bahréin desde 1984. Cerca de los asentamientos humanos se encuentran la rata negra, la rata parda, el ratón casero y la musaraña casera.
Se han registrado unas 340 especies de aves en Bahréin, siendo la mayoría migrantes en su camino hacia el sur en otoño y hacia el norte en primavera. Existen diversos hábitats que atraen a estas aves, como zonas cultivadas, campo abierto, marismas, marismas y manglares. Entre las aves que visitan los humedales se encuentran correlimos, zarapitos y chorlitejos, y en los manglares abundan las garcetas, garzas, flamencos, charranes y gaviotas.
En cambio, las islas Hawar tienen menos tipos de hábitats y sólo se han registrado aquí unas 60 especies migratorias. Muchas de ellas son aves marinas y, una vez que los migrantes de primavera han partido hacia el norte, comienzan a llegar las aves reproductoras. Las islas Hawar han sido designadas como Área Importante para las Aves y la Biodiversidad por BirdLife International. Las principales especies desencadenantes son la garza costera occidental, el cormorán de Socotra, el charrán arábigo, el charrancito de Saunders y el halcón pizarroso. También es una importante zona de invernada para el somormujo lavanco y el flamenco grande.
La gacela persa y el órix árabe se han reintroducido en las islas Hawar. El mar que rodea las islas cuenta con extensas zonas de praderas marinas y algas, y alberga una gran variedad de vida marina, incluidas tortugas marinass y la mayor agrupación de dugongos fuera de Australia. Los extensos arrecifes de coral que rodean Bahréin se componen de especies de coral con tolerancia a las altas temperaturas y los altos niveles de salinidad. No obstante, algunos corales sufrieron blanqueamiento en los veranos de 1996 y 1998, y los arrecifes de coral de la zona han sido destruidos por el dragado y por el aumento del nivel de sedimentación que este provoca.